# Togiak
Togiak é uma cidade localizada no estado americano de Alasca, no Dillingham Census Area.

## Demografia
Segundo o censo americano de 2000, a sua população era de 809 habitantes.
Em 2006, foi estimada uma população de 816, um aumento de 7 (0.9%).

## Geografia
De acordo com o United States Census Bureau, a localidade tem uma área de 591,7 km², dos quais 117,1 km² cobertos por terra e 474,6 km² cobertos por água.

## Localidades na vizinhança
O diagrama seguinte representa as localidades num raio de 88 km ao redor de Togiak.